# Anillo de O

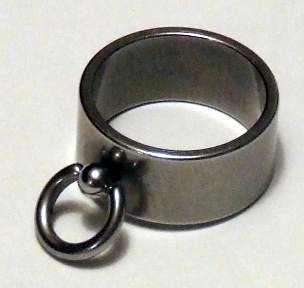
El Anillo de O, símbolo de relaciones D/s.

El Anillo de O es un tipo de anillo que aparece en la película Historia de O, estrenada en 1974, y que desde entonces viene siendo incorporado a los símbolos habituales del BDSM.

## Conceptos
Desde el estreno de la película, el anillo que aparece en el film viene siendo incorporado a la simbología BDSM, y muy especialmente en las relaciones D/s (de dominación - sumisión), donde el o la Master se lo impone a la persona sumisa o esclava en una ceremonia que suele revestir especial relevancia. Aunque no existen pruebas fehacientes de su uso con anterioridad, en la llamada época pionera en el desarrollo del moderno BDSM (Old Guard), ni tampoco en las fases de la que podríamos llamar protohistoria BDSM, todo hace pensar que existió ese tipo de símbolos. Curiosamente, este no es el anillo descrito en la novela de Pauline Réage (pseudónimo de Dominique Aury), sino el que por decisión estética del director forma parte desde ese momento de la iconografía BDSM. El que la autora había descrito en su novela, es en realidad un anillo plano, sin argolla y con el símbolo del triskel, las tres alas célticas.